# Друзья с преимуществом (фильм, 2009)
«Друзья с преимуществом» (англ.  Friends (With Benefits)) — молодёжная комедия режиссёра Гормана Бечарда. Премьера фильма состоялась 12 июня 2009 на Фестивале независимого кино «STIFF» в Сиэтле. В августе 2010 года, картина была выпущена на DVD.

## Сюжет
Оуэн и Хлоя дружат с детства. После окончания школы они вместе поступают в медицинский колледж. Ребята так поглощены учёбой, что времени на личную жизнь совершенно не остаётся. Из-за занятости, отношения заводить не получается, а природа требует своего. И Оуэн находит гениальное не его взгляд решение: попробовать попрактиковать «дружбу с преимуществом», которая подразумевает секс без обязательств. Хлоя соглашается, и их жизнь наполняется новыми красками. Проблемы начинаются, когда четверо сокурсников, узнав о специфике отношений Оуэна и Хлои, предлагают расширить круг «друзей с преимуществом».

## В ролях
| Актёр           | Роль             |
| --------------- | ---------------- |
| Маргарет Лэни   | Хлоя             |
| Алекс Браун     | Оуэн             |
| Энн Петерсен    | Элисон           |
| Джэйк Александр | Джефф            |
| Линн Манчинелли | Ширли            |
| Брендан Брэдли  | Брэд             |
| Марк Бальфур    | Ричард "Дик" Вид |
| Ирен Лонгшор    | Полли            |
| Стефани Эстес   | Татьяна          |
| Руни Мара       | Тара             |
| Джейсон Ячанин  | Джейсон          |
| Камерон Гудман  | Молли            |

## Съемки
Съёмки стартовали в апреле 2007 года. Картина была снята за 18 дней в Нью-Хейвене (штат Коннектикут).

## Награды
| Год  | Награда                             | Номинация                    | Результат |
| ---- | ----------------------------------- | ---------------------------- | --------- |
| 2009 | Фестивале независимого кино «STIFF» | Лучшая романтическая комедия | Победа    |
| 2009 | Фестиваль кино и музыки Сакраменто  | Лучший художественный фильм  | Победа    |
| 2009 | Royal Flush Festival                | Лучший художественный фильм  | Победа    |
| 2009 | Hell’s Half Mile Film Festival      | Лучшее на фестивале          | Победа    |
| 2009 | First Glance Philadelphia           | Лучший актёрский состав      | Победа    |